# Флавіу Пайшау
Флавіу Пайшау (порт. Flávio Paixão, нар. 19 вересня 1984, Сезімбра) — португальський футболіст, нападник польського клубу «Лехія» (Гданськ).
Виступав, зокрема, за клуб «Шльонськ».
Володар Кубка Польщі. Володар Суперкубка Польщі.

## Ігрова кар'єра
У дорослому футболі дебютував 2005 року виступами за команду «Порту Б», в якій провів один сезон, взявши участь в 11 матчах чемпіонату. 
Згодом з 2006 по 2013 рік грав у складі команд «Порту», «Вільяновенсе», «Реал Хаен», «Бенідорм», «Гамільтон Академікал» та «Трактор Сазі».
Своєю грою за останню команду привернув увагу представників тренерського штабу клубу «Шльонськ», до складу якого приєднався 2013 року. Відіграв за команду з Вроцлава наступні три сезони своєї ігрової кар'єри. Більшість часу, проведеного у складі вроцлавського «Шльонська», був основним гравцем атакувальної ланки команди. У складі вроцлавського «Шльонська» був одним з головних бомбардирів команди, маючи середню результативність на рівні 0,34 гола за гру першості.
До складу клубу «Лехія» (Гданськ) приєднався 2016 року. Станом на 24 червня 2022 року відіграв за команду зі Гданська 213 матчів в національному чемпіонаті.

## Титули і досягнення
- Володар Кубка Польщі (1):

«Лехія» (Гданськ): 2018-2019
- Володар Суперкубка Польщі (1):

«Лехія» (Гданськ): 2019